# بورلینکا
بورلینکا (به لاتین: Burlinka) یک منطقهٔ مسکونی در روسیه است که در سرزمین آلتای واقع شده‌است.